# جون ألين ويلكوكس
جون ألين ويلكوكس (بالإنجليزية: John Allen Wilcox)‏ هو محامي وسياسي أمريكي، ولد في 18 أبريل 1819 في الولايات المتحدة، وتوفي في 7 فبراير 1864 في الولايات المتحدة. حزبياً، نشط في الحزب الديمقراطي وحزب اليمين. وقد انتخب عضو مجلس النواب الأمريكي.